# 立和田賢人
立和田 賢人（たちわだ けんと）は、元鹿児島放送 (KKB) のアナウンサー。

## 来歴
鹿児島県出身。早稲田大学卒業。大学在学時にはテレビ朝日アスクにも通っていた。
大学を卒業後、2019年4月に鹿児島放送に入社。同局のアナウンサーになり、同年5月22日に初鳴きを果たした。

## 担当番組
- Jチャン+[1]
- Kingspe[1]